# Вервен (кантон)
Вервен (фр. Vervins) — кантон во Франции, находится в регионе О-де-Франс, департамент Эна. Входит в состав округа Вервен.

## История
До 2015 года в состав кантона входили коммуны Ари, Арсиньи, Бансиньи, Брей-ан-Тьераш, Бюрель, Вервен, Вульпе, Гронар, Жерси, Ла-Бутей, Ла-Валле-о-Бле, Ландузи-ла-Кур, Леньи, Люньи, Нансель-ла-Кур, Отреп, Отьон, Пломьон, Прис, Роньи,  Сент-Альжи, Тенай, Ури, Фонтен-ле-Вервен.
В результате реформы 2015 года  состав кантона был изменен. В него вошли упраздненные кантоны Ла-Капель и Розуа-сюр-Сер.

## Состав кантона с 22 марта 2015 года
В состав кантона входят коммуны (население по данным Национального института статистики Архивная копия от 7 ноября 2021 на Wayback Machine за 2018 г.):
- Англанкур — население 120 чел.
- Ари — население 200 чел.
- Арсиньи — население 242 чел.
- Аршон — население 86 чел.
- Бансиньи — население 25 чел.
- Берлиз — население 107 чел.
- Брей-ан-Тьераш — население 146 чел.
- Брюнамель — население 456 чел.
- Бюиронфос — население 1 162 чел.
- Бюрель — население 128 чел.
- Венси-Рёй-э-Маньи — население 116 чел.
- Вервен — население 2 579 чел.
- Виньё-Окке — население 270 чел.
- Гранриё — население 82 чел.
- Гронар — население 72 чел.
- Даньи-Ламберси — население 126 чел.
- Дизи-ле-Гро — население 738 чел.
- Дои — население 99 чел.
- Долиньон — население 47 чел.
- Жерньи — население 134 чел.
- Жерси — население 271 чел.
- Клермон-ле-Ферм — население 113 чел.
- Клерфонтен — население 543 чел.
- Кюири-лез-Ивьер — население 27 чел.
- Ла-Бутей — население 480 чел.
- Ла-Виль-о-Буа-ле-Дизи — население 208 чел.
- Ла-Капель — население 1 782 чел.
- Ла-Фламангри — население 1 110 чел.
- Ландузи-ла-Кур — население 188 чел.
- Ле-Тюэль — население 161 чел.
- Лез-Отель — население 57 чел.
- Леньи — население 195 чел.
- Лерзи — население 218 чел.
- Лиле — население 223 чел.
- Люзуар — население 283 чел.
- Монкорне — население 1 328 чел.
- Монлуэ — население 187 чел.
- Морньи-ан-Тьераш — население 94 чел.
- Нансель-ла-Кур — население 114 чел.
- Нуаркур — население 81 чел.
- Отреп — население 178 чел.
- Отьон — население 139 чел.
- Паплё — население 124 чел.
- Парфондваль — население 141 чел.
- Пломьон — население 468 чел.
- Прис — население 99 чел.
- Резиньи — население 179 чел.
- Рейимон — население 81 чел.
- Ренваль — население 112 чел.
- Розуа-сюр-Сер — население 1 001 чел.
- Роккиньи — население 359 чел.
- Рувруа-сюр-Сер — население 39 чел.
- Сент-Альжи — население 152 чел.
- Сент-Женевьев — население 68 чел.
- Сомрон — население 140 чел.
- Сорбе — население 265 чел.
- Суаз — население 100 чел.
- Тенай — население 220 чел.
- Ури — население 55 чел.
- Фонтен-ле-Вервен — население 907 чел.
- Фонтенель — население 280 чел.
- Фруадестре — население 172 чел.
- Шаурс — население 544 чел.
- Шери-ле-Розуа — население 80 чел.
- Эрлуа — население 100 чел.
- Этреопон — население 856 чел.

## Политика
На президентских выборах 2022 г. жители кантона отдали в 1-м туре Марин Ле Пен 43,0 % голосов против 22,5 % у Эмманюэля Макрона и 10,4 % у Жана-Люка Меланшона; во 2-м туре в кантоне победила Ле Пен, получившая 63,0 % голосов. (2017 год. 1 тур: Марин Ле Пен – 39,6 %, Франсуа Фийон – 20,1 %, Эмманюэль Макрон – 15,1 %, Жан-Люк Меланшон – 12,8 %; 2 тур: Ле Пен – 59,7 %. 2012 год. 1 тур: Марин Ле Пен — 27,8 %, Николя Саркози — 27,5 %, Франсуа Олланд — 24,9 %; 2 тур: Саркози — 51,8 %).
С 2015 года кантон в Совете департамента Эна представляют Мари-Франсуаза Бертран (Marie-Françoise Bertrand) и президент Совета Николя Фрикото (Nicolas Fricoteaux) (оба — Союз демократов и независимых).
|                | Кандидаты                             | Партия                        | Первый тур | Первый тур |
| Кол-во голосов | Кандидаты                             | Партия                        | % голосов  |            |
| -------------- | ------------------------------------- | ----------------------------- | ---------- | ---------- |
|                | Мари-Франсуаза Бертран Николя Фрикото | Союз демократов и независимых | 4 023      | 65,56      |
|                | Валери Тоннон Моаб Эль-Уссами         | Национальное объединение      | 1 435      | 23,39      |
|                | Дидье Лартиг Камилла Мульер           | Разные левые                  | 678        | 11,05      |

|                | Кандидаты                             | Партия                        | Первый тур | Первый тур     | Второй тур | Второй тур |
| Кол-во голосов | Кандидаты                             | Партия                        | % голосов  | Кол-во голосов | % голосов  |            |
| -------------- | ------------------------------------- | ----------------------------- | ---------- | -------------- | ---------- | ---------- |
|                | Мари-Франсуаза Бертран Николя Фрикото | Союз демократов и независимых | 2 226      | 25,23          | 5 428      | 62,38      |
|                | Франсис Дюруа Валери Тоннон-Дюэ       | Национальный фронт            | 2 688      | 30,47          | 3 273      | 37,62      |
|                | Мари-Клод Дидье Фредерик Мёра         | Союз за народное движение     | 2 208      | 25,03          |            |            |
|                | Ги Ле Прово Клодиль Матьё             | Левый блок                    | 1 295      | 14,68          |            |            |
|                | Франсуаза Дево Режи Лекуайе           | Левый фронт                   | 406        | 4,60           |            |            |

|  | Кандидат          | Партия                    | % голосов |
|  | ----------------- | ------------------------- | --------- |
|  | Жан-Пьер Баллиган | Социалистическая партия   | 65,26     |
|  | Ксавье Таке       | Союз за народное движение | 34,74     |

|        | Кандидат          | Партия                    | % голосов |
| ------ | ----------------- | ------------------------- | --------- |
|        | Жан-Пьер Баллиган | Социалистическая партия   | 54,48     |
|        | Лоран Марло       | Союз за народное движение | 25,02     |
|        | Бенуа Мартен      | Национальный фронт        | 12,72     |
| Прочие | Прочие            |                           | менее 4 % |